# Чорноморське гідрографічне депо
Депо карт (пізніше — Чорноморське гідрографічне депо) — проєктний, картографічний та науковий орган, що розміщувався в місті Миколаїв і відігравав величезну роль у розвитку миколаївської науки та культури.

## Історія
Депо було засноване у 1803 році за ініціативою маркіза І. І. Траверзе, тодішнього головного командира Чорноморського флоту та портів для проведення морських зйомок на Чорному та Азовському морях. У тому ж році тут відкрито перший музей — кабінет рідкісних речей Чорноморського Депо карт.
У закладі конструювали судна, проєктували промислові будівлі та житло. Тут аналізувалися метеорологічні дослідження, складалися креслення кораблів та плани будівництва морського відомства. Працювала типографія, що окрім книг друкувала мапи узбережжя, проєктів будівель для міських споруд. Гідрографічне депо постачало на кораблі різноманітні морехідні прилади та інструменти.
13 вересня 1832 року на базі Депо карт було утворено Гідрографічний відділ штабу флоту. Цю дату вважають початком гідрографічної служби Чорноморського флоту.
В 1833 році депо було переміщено далі по вулиці Адміральській в будинок 12 (зараз № 16, згодом будівля отримала статус пам'ятки історії місцевого значення).
Після Кримської війни 1853—1856 років, коли Чорноморський флот фактично припинив своє існування, обсяг робіт Гідрографічного депо із забезпечення флоту морськими картами та посібниками різко впав. У зв'язку з цим у 1860 році Гідрографічне депо було ліквідовано, Гідрографічне відділення перетворено на Гідрографічну частину Миколаївського порту, до складу якої увійшло картографічне відділення. Воно стало займатися складанням карт та посібників та забезпеченням нечисленних кораблів та суден флоту.
У 1886 році з настанням періоду бурхливого відродження Чорноморського флоту Гідрографічна частина Миколаївського порту була перетворена на Дирекцію маяків та лоцій Чорного та Азовського морів, яка в 1895 році була перебазована до міста Севастополь.

### Типографія
У типографії виходили друком праці лікаря Д. С. Самойловича, астронома К. Х. Кнорре, професора землеробства М. Г. Ліванова, а також перша газета міста «Николаевский Вестник» під керівництвом Є. С. Павловського.

### Музей
В своїй дослідницькій роботі І. В. Тункіна розглядає Кабінет рідкісних речей Чорноморського Депо карт як перший музей на півдні Російської імперії.
У музеї депо (кунсткамері) зберігалися моделі всіх кораблів та суден, які були збудовані на Миколаївському адміралтействі, морехідні інструменти та інші предмети. Серед інших предметів була величезна колекція археологічних знахідок. Під час проведення господарських, будівельних та фортифікаційних робіт моряки та офіцери досить часто зустрічали старі знахідки. Їх вивчали та передавали до музею. Окрім знахідок до кабінету рідкостей також поступали пожертви: так, в 1804 році адмірал І. І. Траверзе передав монети, мідне зображення Богоматері, а також людські фігурки із грецькими написами. В 1805 році контора головного командира Чорноморського флоту подарувала музею глиняну вазу з Ольвії, мідні дощечки з єгипетськими ієрогліфами, два давньоруські кубки, трапензундський консул Пантоваго в 1807 році — гему з онікса; капітан четвертого морського полку Канторін залишив у фондах залізні лати з Пантікапея, а дійсний статський радник Г. В. Орлов — монети в 1808 році.
До 1806 року Кабінет рідкісних речей при Чорноморському Депо карт був єдиним музеєм, куди привозили давнину з усієї Новоросії.
В 1825 році в Депо передано рідкісні предмети, які зберігала бібліотека Штурманського училища.
У музеї зберігалися зібрання моделей суден, збудованих на Чорному морі, моделі Севастопольських укріплень, деяких будов міста, два глобуси діаметрами по 270 сантиметрів, колекція мармурових виробів і невеличкі колекції фізичних та астрономічних інструментів.
Музей проіснував до 1850 року. В 1835 році начальник головного морського штабу князь У. Меншиков, відвідавши Миколаїв, наказав передати всі предмети, що зберігалися в Кабінеті рідкісних речей у різні музеї: Рішельєвський, Одеський, Керченський та до Чорноморської штурманської роти в Миколаєві.
З 1832 року Депо карт було реорганізовано в Чорноморське Гідрографічне депо.

## Сучасна функція
В наш час в будівлі першого гідрографічного депо знаходиться Миколаївська дитяча музична школа № 1, що носить ім'я Миколи Андрійовича Римського-Корсакова, який перебував в Миколаєві, інспектуючи духовні оркестри Морського відомства.

## Відомі співробітники
- Михайло Павлович Манганарі (з 1837) — з 1837 по 1843 роки очолював роботу з вивчення берегів Чорного, а згодом Мармурового морів. В 1842 році на основі його карт і карт його брата, Є. П. Манганарі, Чорноморським гідрографічним депо було видано атлас.
- Єгор Павлович Манганарі (1843—1845) — генерал-майор, гідрограф, брат Михайла Павловича Манганарі.
- Єгор Савич Павловський (1837—1870) — капітан-лейтенант, засновник першої Миколаївської газети «Николаевский вестник».

## Керівники
- Іван Матвійович Будіщев (1803—1825);
- Миколай Михайлович Кумані (з 1825).